# ایوان ایستمن
ایوان ایستمن (انگلیسی: Ivan Eastman; ۱ آوریل ۱۸۸۴ – ۲۸ فوریهٔ ۱۹۴۹) تیرانداز اهل ایالات متحده آمریکا بود.
وی در مسابقات کشوری و بین‌المللی در مجموع برندهٔ ۱ مدال طلا شده‌است.